# مارسلو بارتیچیوتو
مارسلو بارتیچیوتو (: Marcelo Barticciotto‎؛ زادهٔ ۱ ژانویهٔ ۱۹۶۷) بازیکن فوتبال اهل آرژانتین است.

## باشگاهی
از باشگاه‌هایی که در آن بازی کرده‌است می‌توان به باشگاه فوتبال کولو-کولو، باشگاه فوتبال آمریکا، و باشگاه فوتبال اتلتیکو هوراکان اشاره کرد.